# Cancello ed Arnone
Cancello ed Arnone är en ort och kommun i provinsen Caserta i regionen Kampanien i Italien. Kommunen hade 5 715 invånare (2017).